# 澳氏雀鯛
澳氏雀鯛（學名：Pomacentrus wardi），是輻鰭魚綱鱸形目雀鯛科雀鯛屬的其中一種，分布於中西太平洋澳洲海域，深度1至20公尺，本魚體呈橢圓形且側扁，吻部短鈍，體被櫛鱗，幼魚體深棕色，腹部呈黃色，背鰭後部有鑲藍邊的黑色眼狀斑，額頭上有數列藍色線條紋，成魚體色為土褐色，無眼狀斑，背鰭硬棘13枚、背鰭軟條15-16枚、臀鰭硬棘2枚、臀鰭軟條15-16枚，體長可達8公分，棲息在潟湖和外海礁坡，單獨或成小群活動，以藻類、浮游生物為食，繁殖期時成對出現，雄魚會守護卵直到孵化，生活習性不明。